# ترن‌کتی

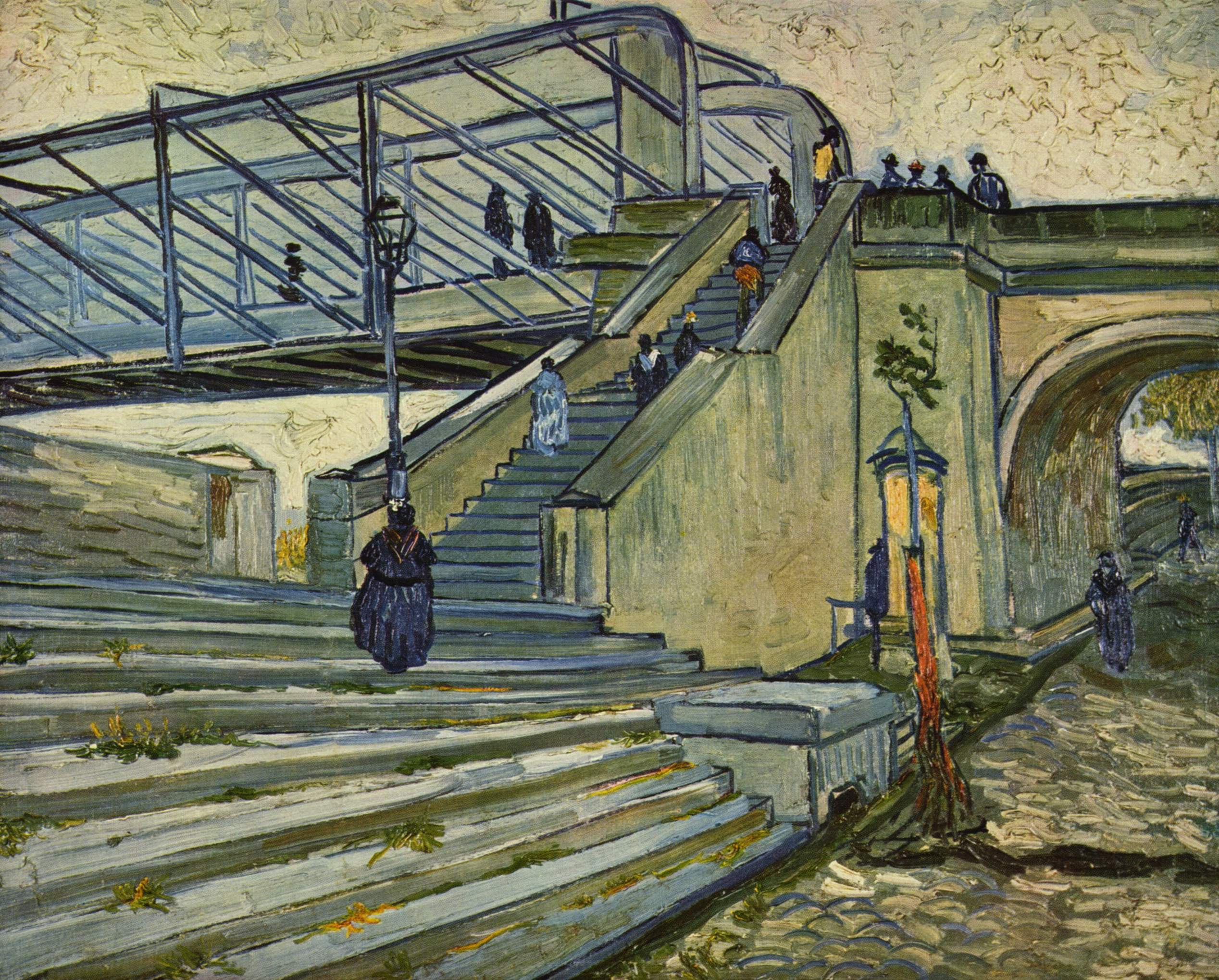
پل ترن کتی نقاشی توسط ونسان ون گوگ سال۱۸۸۸

ترن کتی ناحیه‌ای در شهر ارل در جنوب فرانسه است، که در ایالت ارل اوز قرار گرفته‌است.

## جغرافیا
ترن کتی در قسمت راست ساحل گراند رُن واقع شده‌است. این موقعیت در بالای دلتای رُن موجب شده‌است که بخشی از کامارگیو محسوب شود.